# Heloïsa
Heloïsa (1101-1164) fou una monja, escriptora i filòsofa medieval famosa per la seva relació amorosa amb Pere Abelard. Heloïsa era la filla nascuda de l'escandalosa unió d'Hersint de Champagne Dama de Montsoreau (fundadora de l'Abadia de Fontevraud) amb el senescal de França Gilbert de Garlande.

## Biografia
De família noble, durant la seva infantesa va viure al convent d'Argenteuil, on va aprendre llatí, hebreu i grec. A la seva adolescència se'n va fer càrrec el seu oncle Fulbert, canonge de la Catedral de Nôtre Dame de Paris. Aviat va destacar pels seus dots filosòfics, motiu pel qual fou posada sota la instrucció d'Abelard, amb qui va iniciar una relació amorosa clandestina, de resultes de la qual Heloïsa tingué un fill anomenat Astrolabi i fou exiliada a la Bretanya. Per minvar l'escàndol, el filòsof li proposà matrimoni, fet que ella acceptà malgrat les reticències inicials (no volia perjudicar la carrera acadèmica del seu amant).
Es casaren en secret i, a instàncies del seu marit, que volia allunyar-la de la ira del seu oncle Fulbert, Heloïsa es refugià al convent d'Argenteuil. Fulbert, que pensà que Abelard havia abandonat Heloïsa, contractà uns sicaris que atacaren Abelard mentre dormia i el castraren.
Després d'aquest fet, Fulbert va ser destituït del seu càrrec i va ser desterrat, Abelard es va recloure a un convent de Saint Denis a París i Heloïsa prengué també l'hàbit al convent, on esdevingué abadessa. S'inicià aleshores una fèrtil correspondència amb Abelard, en què reivindicava la força del seu amor i es lamentava de les desgràcies que a ell li sobrevenien per culpa d'aquesta relació (incloent-hi la castració).
| «                                             | Contindré la meva mà perquè no escrigui les paraules que la meva llengua no pot callar. Tant de bo un cor ferit estigués tan disposat a obeir com la mà de l'escriptor. | » |
| — Heloïsa d'Argenteuil, Cartes a Pere Abelard | |   |

Les pressions econòmiques sobre les riques terres d'Argenteuil feren aconsellable que Heloïsa i les seves monges es traslladessin al oratori del Paraclet, que havia estat fundat uns anys abans pel seu marit Pere Abelard, tot i que ja no hi vivia, i que aviat esdevingué un reconegut centre d'estudi i ascesi. La idea originària era fundar una comunitat mixta, dirigida per la parella de filòsofs, però les pressions de l'entorn diluïren el projecte. Heloïsa en fou l'abadessa.
Durant aquest període, Heloïsa contribuí a la filosofia medieval amb les seves cartes a Abelard i les seves reflexions sobre la vida de les monges i les qüestions divines, avançant-se en molts aspectes a pensadors moderns, especialment en la conciliació de la teologia i la vida pràctica o el paper de la dona. Malgrat els intents per reunir-se de nou amb el seu estimat, la relació continuà només epistolarment i amb breus visites, ja que ella rebutjava el lligam pecaminós.
Les restes dels dos enamorats van estar enterrades al Paraclet fins que, el 1817, es van traslladar al cementiri del Père-Lachaise, tot i que hi ha qui qüestiona l'autenticitat de les despulles.